# 1957年鐵路
此條目列出1957年發生有關鐵路運輸的事件。

## 事件

### 4月
- 4月12日：鷹廈鐵路通車。

### 5月
- 5月1日：莫斯科地鐵基洛夫－伏龍芝線由高爾基中央文化與休憩公園延長至運動站。
- 5月17日：加拿大國家鐵路開設多倫多至蒙特利爾新的軌道配置，方便聖羅倫斯海路（英语：St. Lawrence Seaway）的興建[1]。

### 9月
- 9月1日：牙買加發生嚴重的鐵路災難，175人死亡。

### 10月
- 10月6日：芝加哥地鐵服務聯合儲車車廠（英语：Union Stock Yards）的儲車車廠支線（英语：Stock Yards branch (CTA)）。
- 10月15日：武漢長江大橋正式開通，京廣鐵路全線接通。
- 10月21日：土耳其兩班列車相撞，95人死亡。
- 10月31日：加拿大國家鐵路獲授權營運紐約中央鐵路在渥太華的路線。

### 11月
- 11月15日：名古屋市營地下鐵1號線通車，來往名古屋站至榮町站。

### 12月
- 12月15日：營團地下鐵丸之內線由東京站延長至西銀座站。
- 12月17日：上野懸垂線通車。